# Jaume Ferran i Clua
Jaume Ferran i Clua (Corbera d'Ebre, la Terra Alta, 1 de febrer de 1851 - Barcelona, 22 de novembre de 1929) fou un il·lustre metge i bacteriòleg català, que descobrí un vaccí contra el còlera. Posteriorment va continuar investigant i elaborà el vaccí antitífic, l'antiràbic i un altre contra la tuberculosi.

## Vida i obra

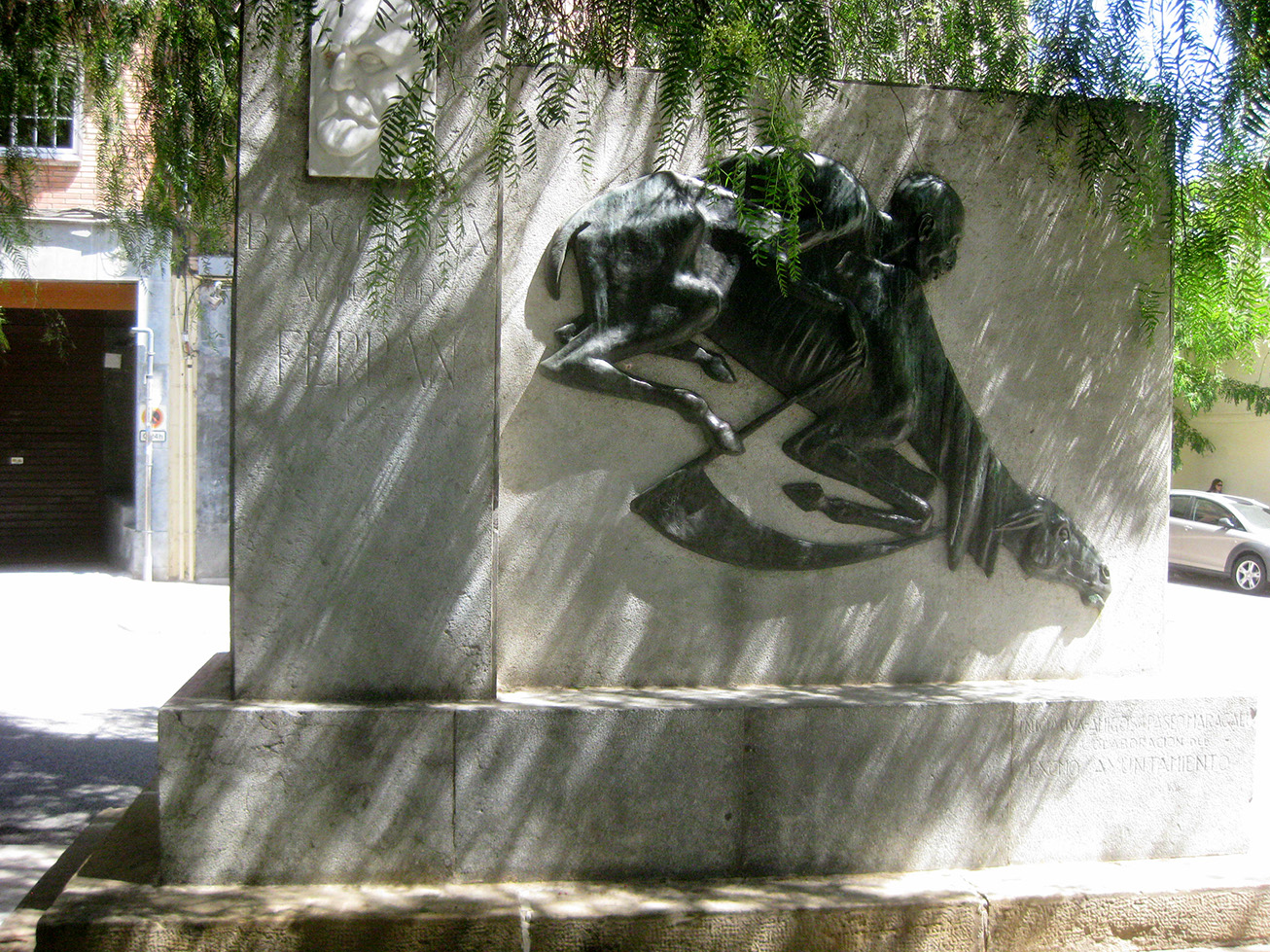
Monument al doctor Jaume Ferran (Barcelona)

Fill del metge del poble. Feu els estudis primaris a Sant Lluís de Tortosa, feu el batxillerat a Tarragona i, el 1873, es llicencià en medicina a la Universitat de Barcelona.
Exercí de metge a Tortosa, amb l'especialitat d'oftalmologia, i arribà a director de Sanitat marítima i director de l'Hospital Civil. S'interessà professionalment per la naixent bacteriologia i les investigacions del Dr. Pasteur. El juny del 1884 i, davant l'epidèmia de còlera que havia causat 3.500 morts a Marsella, l'Ajuntament de Barcelona el comissionà per estudiar a França els sistemes de prevenció de la malaltia. A Marsella aconseguí unes mostres del bacil que provocava el còlera i que Koch havia aïllat un any abans. Les mostres les va posar en cinc flascons, disposat a dur-les a Catalunya per provar una variant del mètode de vaccinació de Louis Pasteur.
A la duana de la Jonquera arribaren els problemes: les ordres eren de destruir els flascons amb el còlera per evitar que la malaltia entrés en territori espanyol. Dins del seu maletí els duaners recolliren quatre flascons. Durant vuit dies van retenir el doctor Ferran a la frontera. Finalment fou alliberat i aconseguí d'endur-se dins un mitjó el darrer flascó. Amb els bacils que salvà va poder elaborar un vaccí contra la malaltia. Els conills porquins del vaccí foren el mateix doctor Ferran i la seva família. Per sort la medecina va funcionar bé.
Al cap d'un any, el 1885, el còlera arribà al País Valencià i el doctor Ferran hi fou cridat. A Alzira inoculà 30.000 dosis del vaccí. Les autoritats, alertades per alguns metges contraris a Ferran, van prohibir que continués vaccinant la gent. Per ordre del ministre Romero Robledo se suspengué la vaccinació, la qual cosa comportà que s'arribés a les 150.000 víctimes mortals a Espanya en aquell any 1885. Dels vaccinats per Ferran en van morir només 54.
Del 1886 al 1905 dirigí el Laboratori Microbiològic Municipal de Barcelona. Preparà vaccins antitífics, antiràbics i antituberculosos. Exposà la teoria del pleomorfisme del bacil de Koch el 1887 i deu anys més tard publicà amb F. Viñas i R. de Grau, un complet estudi sobre la pesta bubònica a Portugal.
Incomprès i discutit a Espanya, fou apreciat i honorat per la ciència europea i va ser reconegut per l'aplicació de les seves mesures profilàctiques entre els combatents de la Primera Guerra Mundial.
El 1919 aconseguí el vaccí antialfa contra la tuberculosi.
S'interessà per la fotografia per poder recollir documentalment l'evolució dels seus cultius bacterians. Publicà les propietats de l'emulsió de bromur d'argent, com a alternativa a les existents, que multiplicava per deu la sensibilitat de la pel·lícula.
Fou premi de l'Académie de Sciences de París el 1907.
Va morir a Barcelona el 1929.

## Honors

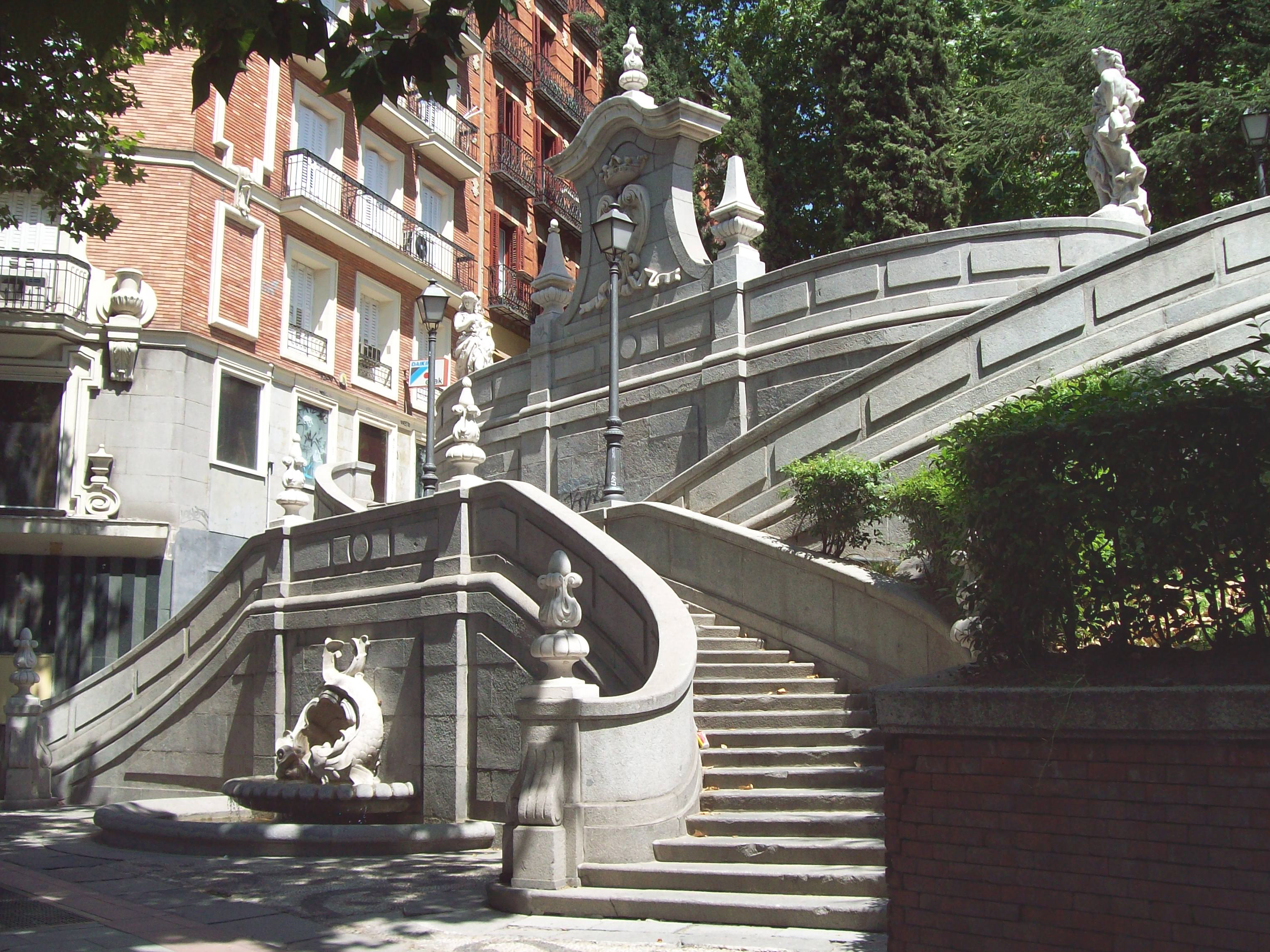
Monument a Jaume Ferran a Madrid

- El 1952 l'Ajuntament de Tortosa el va nomenar fill adoptiu de la ciutat. Se li va dedicar un homenatge del qual avui perdura una placa commemorativa (massa alta per ser llegida des del carrer que en porta el nom) a l'edifici, vora el riu Ebre, on residia: la casa de la Generalitat (Tortosa).
- El 1952 es va inaugurar en honor seu un monument en el carrer de la Princesa de Madrid.
- L'any 1972 els Amics del passeig de Maragall, van aixecar en honor seu un relleu de bronze sobre una estela, obra de l'escultor Josep Cañas i Cañas (1905-2001), al passeig de Maragall, entre el carrers de les Acàcies i de Garcilaso.
- En l'actualitat una fundació de recerca biomèdica Arxivat 2015-04-19 a Wayback Machine. porta el seu nom, la qual convoca anualment beques d'investigació en salut en la seva memòria.
- Existeix un Instituto de Educación Secundaria (IES) "Jaime Ferrán Clúa" a San Fernando de Henares (C. de Madrid).
- Escola Doctor Ferran i Clua, a Corbera d'Ebre, Escola Doctor Ferran i Clua, al districte de Sant Andreu de Barcelona, i Escola Jaume Ferran i Clua, a Valldoreix, centres d'educació primària nomenats en el seu honor.
- Després que els hereus van acabar amb l'activitat als terrenys on hi hagué els laboratoris on treballà el doctor Ferran i Clua, la lluita veïnal aconseguí que l'Ajuntament hi edifiqués l'escola que porta el seu nom, que va començar a funcionar el curs 1982-83.